# ドゥニーズ・デュヴァル
ドゥニーズ・デュヴァル（Denise Duval 1921年10月23日 - 2016年1月25日）は、フランスのソプラノ歌手。フランシス・プーランクが手掛けた舞台やリサイタルで歌ったことにより最もよく知られている。国際的なキャリアを積む中で、『ティレジアスの乳房』のテレーズ、『人間の声』のエルの初演を歌ったほか、『カルメル会修道女の対話』のブランシュ・ド・ラ・フォルス役で優れた演技を披露し、これらの作品やその他の主役級の役で録音を遺している。

## 生涯とキャリア
パリに生まれたデュヴァルはリブルヌの大学に通い、ジャン・サルマンの舞台『Les Plus beaux yeux du monde』に出演した。彼女の父は大佐であった。父からボルドー地方音楽院の演劇科への入学に許しが出た。同音楽院でガストン・プーレの目に留まった彼女は、声楽科へと引き入れられた。この学科から1942年にボルドー大劇場で『カヴァレリア・ルスティカーナ』でデビューを飾り、そのサントゥッツァ役は『Liberté du Sud-Ouest』の評論家から「苦しく、激しく、悲劇的」と評された。これがボルドーで他の主役を引き寄せることになった。
パリではオペラ座のオーディションに不合格となって落胆するも、まもなくミュージックホールのフォリー・ベルジェールと契約、着衣のレヴューで歌って舞台経験を積んだ。彼女は後年「フォリーで私は全てを学びました!」と述べている。オペラへの2度目の挑戦では『鷲の子』の契約を掴んだが結局歌うことはなく、代わりに1947年3月5日にオペラ＝コミック座で『蝶々夫人』のタイトル・ロールでデビューの運びとなった。この年に蝶々さんのリハーサルをしているところをプーランクに見出される。彼は同年6月に控えていたオペラ処女作『ティレジアスの乳房』のために探していた歌手を、たちまち見抜いたのであった。その後、デュヴァルはプーランクが没するまで緊密な協力関係を保っていくことになる。

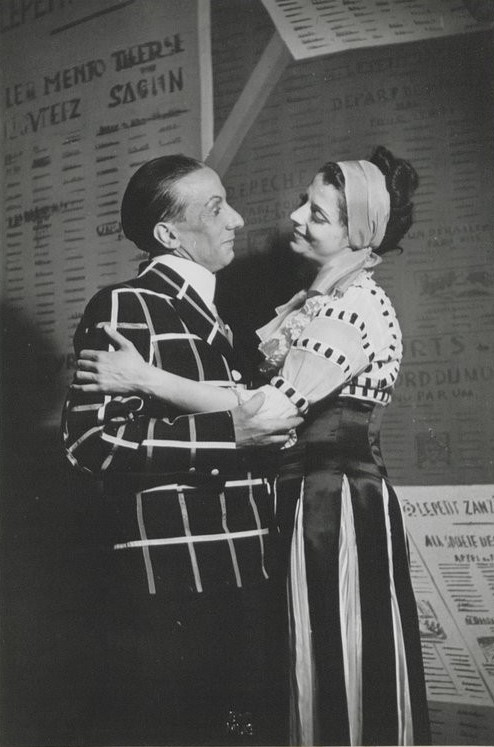
ポール・ペイアンとデュヴァル、『ティレジアスの乳房』にて、1947年、パリ。

オペラ＝コミック座の本拠地であったサル・ファヴァールでの20年にわたるキャリアの中で、『アンジェリック』のタイトル・ロール、『サン・サクラメントの馬車』のペリコール、『ホフマン物語』のジュリエッタ、『スペインの時』のコンセプシオン、『いやいやながらの王様』のアレクシーナ、『トスカ』、『ラ・ボエーム』（ムゼッタ）、『ボヴァリー夫人』（エマ）、『マノン』（マノン）、『ペレアスとメリザンド』（メリザンド）などを演じた。さらに『ティレジアスの乳房』のテレーズ、『le Oui des Jeunes Filles』のフランチェスカ、『小船が一艘ありました』のヴァレンティーヌ、『Dolorès』のタイトル・ロールの初演を務めている。1960年にはルイージ・ダッラピッコラの『夜間飛行』のフランス初演に際し、ファビアン夫人を歌った。
パリのオペラ座では1947年に『サロメ』を歌ったのを皮切りに、『タイス』、『イスの王様』のローゼン、『ヴェニスの商人』のポーシャ、『優雅なインドの国々』で舞台に上がった。
フランス国外ではイタリアのスカラ座、エディンバラ音楽祭、ブエノス・アイレスのテアトロ・コロン、グラインドボーン音楽祭に出演した。モンテカルロで演じた役には、さらに『3つのオレンジへの恋』のファタ・モルガーナ、『ラ・ボエーム』のムゼッタ、『霊媒』が加わる。アメリカでの公演には1961年にニコラ・レッシーニョ指揮、フランコ・ゼフィレッリ演出でダラス・オペラで上演された『タイス』などがある。ブリュッセルで開催された『夜間飛行』、『夜鳴きうぐいす』、『スペインの時』の3本立てでは、第1部で女、第3部でコンセプシオンを歌っている。
プーランクは1960年にモーリス・カレームの詩による歌曲集『くじ』をデュヴァルのために、もしくは「彼女が6歳になる息子に歌ってあげるために」作曲した。その後、1961年の『モンテカルロの女』もデュヴァルのために書かれている。
誤ったコルチゾン投与の影響でデュヴァルは1965年に歌唱から引退し、夫がスイスに建てた家へと移り住んだ。以降もフランスの音楽学校でいくらかは後進の指導も行った。スイスのベーで、94年の生涯を閉じた。
『新グローヴオペラ事典』はデュヴァルについて「劇を理解する素晴らしい思考力を備えた美しい女性で、最も才能に恵まれた歌う女優だった」と評している。
2003年にブルーノ・ベレンゲル（Bruno Bérenguer）著の伝記『Denise Duval』がSymétrie社から出版された。

## 録音
プーランクの全3作品のオペラの録音に加え、ジュール・グレシエの指揮でレハールの『メリー・ウィドウ』にジャック・ジャンセンの相手役として（パテ・レコード）、ジョルジュ・ツィピーヌの指揮でフローラン・シュミットの詩篇第47篇、アンドレ・クリュイタンスの指揮によるラヴェルの『スペインの時』にコンセプシオン役としてオペラ＝コミック座と共演したのものがある。
2009年に、ヴィットリオ・グイの指揮でグラインドボーン音楽祭でデュヴァルがメリザンドを歌った『ペリアスとメリザンド』の1963年の録音が復刻された。フランスのラジオ放送から、1960年のサン＝サーンスの『フリネ』と、1956年のオッフェンバックの『ブラバントのジュヌヴィエーヴ』の録音（いずれもタイトル・ロール）が発売されている。1950年の『ラ・ペリコール』は未発表である。
フランスのテレビ放送のアーカイヴである『Francis Poulenc & Friends』と題したDVDには、1959年にプーランクの伴奏でデュヴァルがオペラの抜粋や2つの旋律を歌う姿が収められている。
1970年にドミニク・ドルーシュは、デュヴァルが1960年に『人間の声』のエル役を演じた音声録音に合わせる形でデュヴァルの姿を映像に残している。デュヴァルはゾフィー・フルニエと共に1998年にオペラ＝コミック座の舞台でこの役についてマスタークラスを開講し、そこではアレクサンドル・タローがピアノ伴奏を受け持った。